# Пліній Старший
Плі́ній Ста́рший, (лат. Plinius Maior, також Гай Пліній Секунд, лат. Gaius Plinius Secundus; 23 або 24, Комо, Північна Італія — 25 серпня 79) — римський історик, письменник, державний і військовий діяч Римської імперії. Автор «Природничої історії» — найбільшого енциклопедичного твору античності. Інші його твори не дійшли до наших днів. Старшим його називають на відміну від його племінника, Плінія Молодшого. Служив у армії на північному кордоні Римської імперії, а після повернення до Риму зайнявся літературною діяльністю. З приходом до влади імператора Веспасіана, з сином якого Титом він служив, поступив на державну службу. Виконував обов'язки намісника в провінціях і командував флотом у Неаполітанській затоці (70-ті). Загинув у Стабії, через виверження Везувію.

## Біографія
Пліній народився, за різними версіями, у 22-24 або у 23-24 роках н. е .. Місцем його народження зазвичай називають Новий Ком (сучасний Комо). Втім, зрідка батьківщиною письменника вважають Верону — Пліній називав веронця Катулла своїм земляком. Нині, однак, вважають, що енциклопедист мав на увазі загальне походження з Транспаданії (області за річкою По). Письменник походив з багатої родини, що належала до стану вершників. У дитинстві Плінія відправили в Рим, де його вихованням і навчанням керував друг родини, політик і поет Публій Помпоній Секунд, який мав зв'язки при дворі імператора Калігули. З учителів майбутнього природознавця відомі ритор Ареллій Фуск, граматик Реммій Палемон, ботанік Антоній Кастор.
Наприкінці 40-х — на початку 50-х років Пліній служив у легіонах на північній межі Римської імперії. Спочатку він служив у провінції Нижня Германія, був в області Убіїв і в дельті Рейну. З «Природничої історії» відомо і про його перебування на іншому березі річки. Вважають, що Пліній брав участь у кампанії Доміція Корбулона проти племені хавків, яка відбулася в 47 році. Найімовірніше, спочатку Пліній командував пішою когортою, потім — кінним загоном. Після служби в провінції Нижня Германія майбутній письменник вирушив у провінцію Верхня Германія: він згадує про гарячі джерела Aquae Mattiacae (сучасний Вісбаден) і про верхів'я Дунаю. У цій провінції він, імовірно, брав участь у поході проти хаттів у 50-51 роках. Намісником Верхньої Германії тоді був його покровитель Помпоній, який і керував кампанією. Приблизно в 51 або 52 році Пліній покинув провінцію разом з Помпонієм і повернувся до Риму. Приблизно в 57-58 роках Пліній знову перебував на північному кордоні на військовій службі (ймовірно, знову в провінції Нижня Германія). Тоді він служив разом з майбутнім імператором Титом. Невдовзі Пліній повернувся в Італію і вже 30 квітня 59 року спостерігав сонячне затемнення в Кампанії.
У Римі Пліній працював адвокатом, наприкінці правління Нерона полишив суспільне життя. На цей же час припало написання кількох творів (див. нижче). Існує припущення, ніби Пліній брав участь в Юдейській війні (римською армією там командував Веспасіан, батько Тита) і навіть був прокуратором Сирії, але воно має дуже хиткі основи.
Після того, як 69 року новим імператором став Веспасіан, батько Тита, Пліній був покликаний на державну службу. Можливо, тоді йому протегував наближений Веспасіана Гай Ліциній Муціан, який і сам займався письменницькою діяльністю. Подробиці служби Плінія невідомі: Гай Светоній Транквілл згадував, що він був прокуратором кількох провінцій, не уточнюючи, яких саме. Лише племінник природознавця, Пліній Молодший, в одному листі згадував, що його дядько був прокуратором Іспанії (це намісництво зазвичай відносять до 73/74 років). Фрідріх Мюнцер, вивчивши згадки про різні регіони Римської імперії в «Природничій історії», припустив, що Пліній був прокуратором Нарбонської Галлії, провінції Африка, Тарраконської Іспанії і Белгіки в 70-76 роках. Рональд Сайм, однак, висловив думку, що в Нарбонській Галлії і в Белгіці письменник міг перебувати проїздом або в інших справах. Більш імовірне намісництво в Африці і Тарраконській Іспанії, про інші провінції не можна сказати нічого певного. Деякі дослідники звертають увагу на неможливість встановлення, коли він був намісником провінцій, і тому припускають, що вперше його зробив прокуратором ще Нерон. Втім, свідоцтво Светонія вказує швидше на заняття підряд кількох посад. Також передбачають, що в 70-их роках Пліній міг бути радником імператорів.

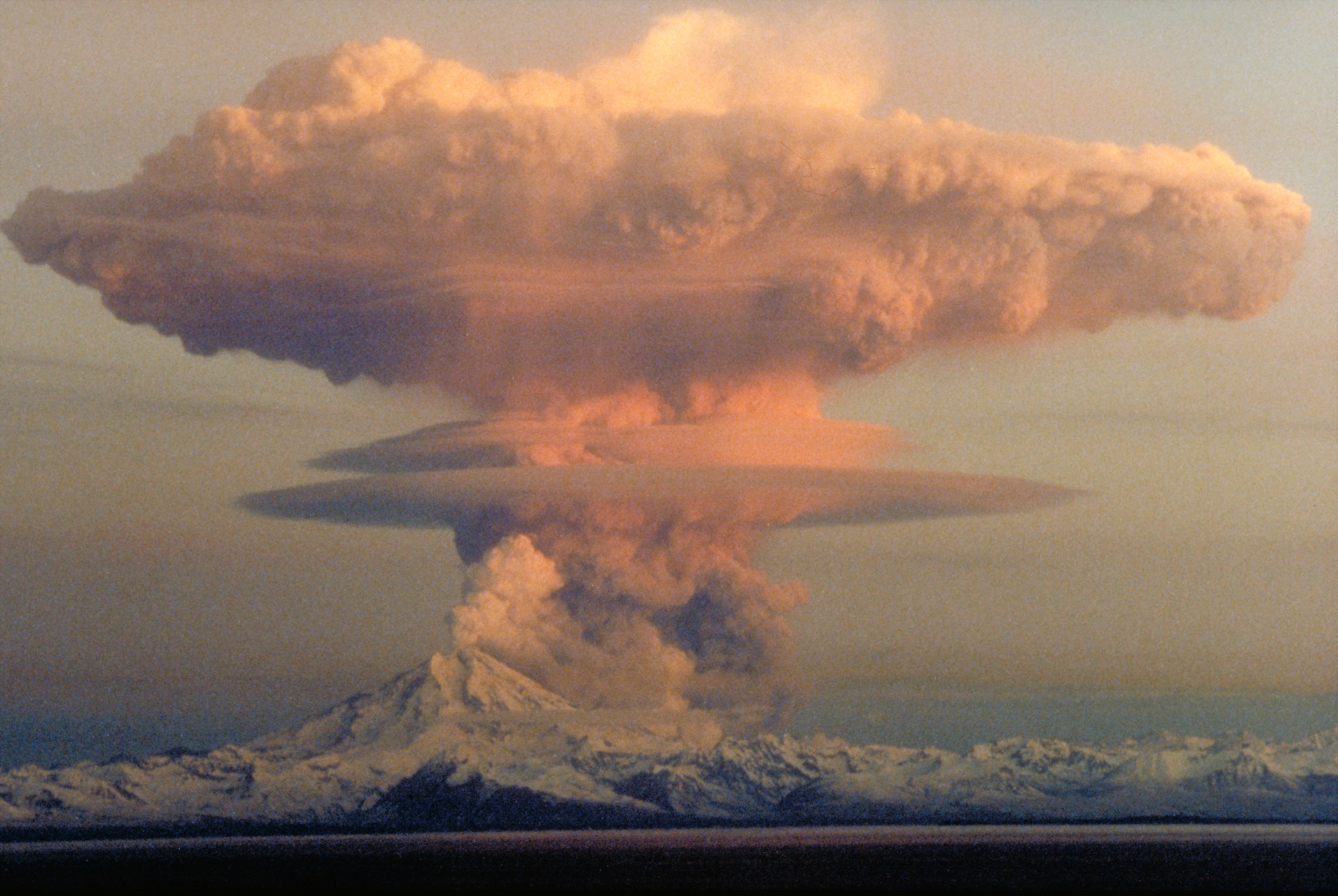
Виверження вулкана Редаут на Алясці 1990 року належить до того ж типу, що й виверження Везувію 79 року, і називається плініанським

Зрештою Плінія призначили командувачем флотом у Мізені (сучасний Мізено) на березі Неаполітанської затоки. 24 серпня 79 року почалося сильне виверження вулкана Везувій, і Пліній на кораблях прибув у Стабії на іншому березі затоки. У Стабіях він отруївся сірчаними випарами і помер. Невідомо чому Пліній наблизився до розбурханого вулкану, тому часто його сприймають лише як жертву власної допитливості. Однак його племінник, який перебував у Мізені, у листі до історика Тацита докладно описав загибель дядька: він вирушив на інший берег затоки не лише щоб поспостерігати за рідкісним явищем природи зблизька, але і для того, щоб допомогти врятуватися своїм друзям. У Стабіях він заспокоював місцевих жителів, які були в стані паніки, і чекав, коли зміниться вітер і заспокоїться море, щоб відплисти, проте врешті-решт задихнувся. Повідомлення Плінія Молодшого про те, що його дядько мав «тонке і слабке від природи горло», нині зазвичай розуміють як астму. Светоній, втім, залишив версію, ніби натураліст помер, попросивши свого раба позбавити себе від мук. Таким чином, крім бажання поспостерігати за виверженням Пліній ще й хотів допомогти постраждалим від землетрусу.

## Праці
З листів племінника відомо, що Пліній Старший був надзвичайно працьовитою людиною. Не було такого місця, яке б він вважав незручним для наукової діяльності; не було такого часу, який би він не використав, щоб читати і робити нотатки. Він читав, або йому читали в дорозі, в лазні, під час обіду, після обіду, причому скорочував час на сон, наскільки це можливо, оскільки вважав згаяним будь-який час, не присвячений розумовим заняттям. Читав будь-які книги, навіть і погані, оскільки, на думку Плінія Старшого, немає настільки поганої книги, щоб з неї не можна було дістати якусь користь. В одному зі своїх листів Пліній Молодший перераховує твори дядька: «Про кавалерійське метання» (De iaculatione equestri), «Про життя Помпонія Секунда» у двох книгах (De vita Pomponii Secundi), риторичний твір у трьох книгах (Studiosi), граматичний твір «Двояких форм у мові» у 8-ми книгах (Dubii Sermonis; Прісціан і Григорій Турський називають цю роботу Ars Grammatica), «Від кінця історії Ауфідія Басса» у 31 книзі, який описував події від моменту, на якому закінчив свою історію Ауфідій Басс (A fine Aufidii Bassi), «Германські війни» у двадцяти книгах (Bellorum Germaniae) і, нарешті, тридцять сім книг «Природничої історії». Крім того, після смерті автора залишилося сто шістдесят книг найдрібнішого письма з виписками або нотатками, які він робив під час читання (не збереглися до наших днів).

## Стиль
Стиль Плінія характеризується як вкрай нерівний, а велику частину єдиного збереженого твору написано сухою мовою, позбавленою жодного стилістичного оформлення. Так, деякі пасажі виглядають як механічне об'єднання виписок Плінія з різних книг. Цю особливість Плінія дуже часто критикували дослідники Загальна характеристика римського автора як посереднього стиліста нерідко зустрічається і у сучасній філології (наприклад, Кембриджська історія класичної літератури ставить йому в провину невміння організувати свої думки). Мабуть, це не було викликане специфічним жанром твору: сучасники природознавця Колумелла і Цельс, чиї твори також мали енциклопедичний характер, писали значно краще, ніж Пліній.
Втім, у «Природничій історії» поряд з сирими пасажами зустрічаються і добре оброблені фрагменти (насамперед, моралізаторські пасажі, а також загальний вступ до роботи). У них спостерігаються всі ознаки знайомства автора з літературою і риторичними прийомами «срібного століття»: він використовує антитези, вигуки, штучний порядок слів. Пожвавлюють невиразно оформлений енциклопедичний матеріал історичні відступи і ретельно побудовані розгорнуті описи.
Загалом Пліній прагне стислості викладу. В залежності від ситуації, він може вдаватися як до архаїзації мови, так і до введення нових слів і виразів. У «Природничій історії» зустрічається багато спеціальної термінології, а також слів грецького походження або цілих виразів давньогрецькою мовою. Зазвичай автор не розділяє саму характеристику предмета і коментарі до неї.
Як правило, для Плінія характерна невпорядкована структура фраз. У творі є чимало складних речень, у кожній частині яких підмет різний. Через це деякі фрази складно інтерпретувати, а твір в цілому справляє враження незавершеності. Сам Пліній, втім, вибачається перед читачами за можливі огріхи свого стилю.

## Погляди
«…нехай кожен про це судить, як йому завгодно; наше завдання — описувати очевидні природні властивості речей, а не вишукувати сумнівні причини» (Природнича історія, XI, 8)
Пліній був яскраво вираженим практиком і оцінював усі досягнення науки і техніки за ступенем їх корисності для суспільства. Наприклад, описуючи найвідоміші споруди давнини, римський натураліст неодноразово підкреслював марність дорогих єгипетських пірамід і палаців римської еліти, протиставляючи їм корисні і не менш грандіозні акведуки і каналізацію. Прихильність до практичного підходу Пліній виразив і невисокою оцінкою умоглядних і спекулятивних досліджень, що не спираються на надійні свідчення. Інша характерна особливість його світогляду — схиляння перед величчю природи, яка виражається у вигляді гідних подиву чудес. Завдяки цьому вся «Природнича історія» є не сухим перерахуванням фактів, а панегіриком природі.
Філософські погляди Плінія неясні. Одну з фраз у передмові до твору часом трактують як свідчення філософської незалежності автора: «і стоїки, і діалектики перипатетики, і епікурейці (а від грамматиків і завжди чекав) виношують критику проти книг, які я видав, про граматику». Однак нерідко його світогляд характеризують як помірний і раціональний стоїцизм. Б. А. Старостін припускає близьке знайомство Плінія з мітраїзмом, аж до впливу цього вчення на роль Сонця в «Природничій історії».
При описі географії Плінію був властивий романоцентризм: за його словами, Ірландія розташована далі Британії [від Риму], тобто північно-західніше, Фригія — далі Троади [від Риму], тобто на схід.
У деяких актуальних темах (наприклад, у розгляді питань сільського господарства) Пліній не просто сліпо збирає свідоцтва попередників, а акцентує увагу на організаційній стороні питання, тобто на практичному застосуванні знань. Це дозволяє вважати «Природничу історію» орієнтованою на практику тематичною підбіркою, а не механічною компіляцією. Роботи останнього типу набули популярності пізніше і досягли кульмінації розвитку у вигляді «Дигест» Юстиніана і енциклопедії «Суда».
Відсутність критичного підходу до підбору фактів і пояснення природних явищ може бути викликана як абсолютно іншою метою написання твору (див. цитату на початку розділу), так і довірливістю автора, викликаною характерним для римського світогляду в I столітті н. е. особливим інтересом до незвичайного і дивовижного. При цьому сам Пліній часом критикував за довірливість інших авторів. Завдяки підвищеному інтересу до всього незвичайного твір Плінія відповідав інтересам масового читача. З цієї ж причини, втім, він включив у «Природничу історію» і явно недостовірні відомості (див. вище). У I столітті н. е. в античному суспільстві побутувало уявлення, ніби вдалині від столиці імперії відбуваються різні чудеса, а живуть там фантастичні люди і тварини з міфів і легенд. Римський натураліст зберіг це переконання, записавши грецьку приказку «Африка завжди приносить щось новеньке». За словами дослідниці Плінія Мері Бігон, мандрівники в далекі краї «відчували, що втратять обличчя, якщо не повернуться з фактами і цифрами, які б задовольнили нетерплячих і цікавих слухачів вдома; відповідно, вони воліли складати небилиці замість того, щоб визнати відсутність чудес». Однак, подібний підхід дозволив енциклопедії Плінія стати цінним джерелом з народного фольклору і різних забобонів у Римській імперії.
Пліній був яскраво вираженим римським патріотом, що проявилося і в порівняно нейтральному енциклопедичному жанрі. Відзначають, що він охочіше посилався на римських авторів, хоча нерідко міг використовувати грецьке першоджерело інформації. Як і Катон Старший, якого Пліній цінував, він не марнує нагоди, щоб розкритикувати греків і їх звичаї. Неодноразово він вказує на довірливість грецьких письменників, а також засуджує використання грецькими лікарями ліків, приготовлених з людських органів. Втім, Пліній визнає за Аристотелем репутацію незаперечного наукового авторитету, а Александра Македонського називає найвидатнішим з царів.
Оскільки Пліній походив зі стану вершників і був новою людиною в римському політичному житті, він не поділяв староримських забобонів щодо перспектив використання нових технологій. Вершники традиційно вели діяльність, спрямовану на отримання прибутку, не обмежуючи себе окремими сферами економіки, тоді як сенатори традиційно займалися сільським господарством та операціями з земельними ділянками. Тому вихідці з вершників цікавилися новими технологіями, і багато римських авторів, яких він цитує, також походили з цього стану.
Попри значний прогрес людства загалом, Пліній висловлює занепокоєння занепадом моралі і зменшенням інтересу до знань (див. цитату праворуч). В античну епоху погляди про зв'язки технічного і наукового прогресу з занепадом моралі були широко поширені (один з найбільш яскравих представників цієї традиції — Сенека, з творчістю якого Пліній був добре знайомий). Але натураліст зберігає надію на поліпшення ситуації в майбутньому, а також зауважує, що «стають застарілими людські звичаї, але не плоди [досліджень]».
Негативні характеристики імператора Нерона у творі іноді можна пояснити бажанням довести свою відданість новій династії Флавіїв, одним з представників якого і була присвячена «Природнича історія». Втім, більш правдоподібно, що свої політичні уподобання автор висловлював у своїй останній історичній роботі (A fine Aufidii Bassi, що не збереглась дотепер), яка охоплювала в тому числі і правління Нерона, і події року чотирьох імператорів.

## Вплив
Твори Плінія були добре відомі в античну епоху. Їх знали вже Гай Светоній Транквілл і Авл Геллій, а також Апулей і Тертуліан.
Вже у ІІ столітті почали складати короткі перекази (епітоми) «Природничої історії», особливо книжок з медицини та фармакології, що негативно позначилося на поширенні оригінального твору. На «Природничу історію» спирався наприкінці II — на початку III століття Серен Самонік під час написання віршованої медичної поеми Liber Medicinalis. Тоді ж роботу Плінія використовував Квінт Гаргілій Марціал, а Гай Юлій Солін склав витяг «Зібрання гідних згадки речей» (Collectanea rerum memorabilium), в який увійшло багато відомостей з енциклопедії Плінія. Крім них, «Природничу історію» використовували й інші енциклопедисти античної епохи. При цьому більше ніхто в античну епоху не намагався повторити і перевершити головну працю Плінія.

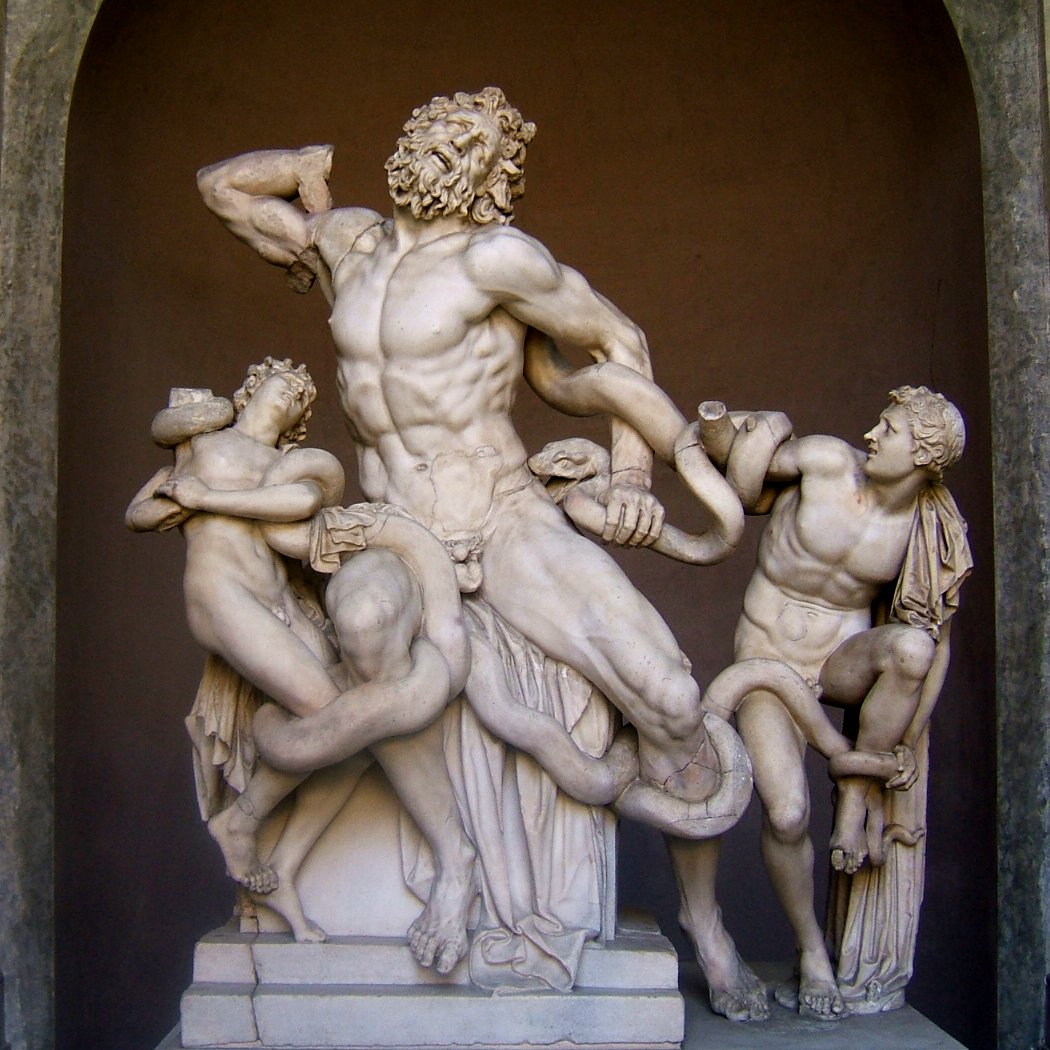
Скульптурну групу «Лаокоон та його сини» ідентифікували за згадками в Плінія: «…як, наприклад, у випадку з Лаокооном, який розміщений у палаці імператора Тита, твором, якому треба віддати перевагу перед усіма творами живопису і мистецтва скульптури з міді. Його з дітьми і химерними сплетеннями змій створили з єдиного каменю за узгодженим задумом найбільші художники з Родосу Гагесандр, Полідор і Афінодор»

Втім, в Римі була добре відома не лише природничо-наукова енциклопедія Плінія, але й інші його твори. Зокрема, його настанову з красномовства вважають попередницею відомого керівництва Квінтиліана; останній його цитує, хоча іноді зазначає надмірний педантизм свого попередника. Крім того, нерідко античні вчені цитували його твір про граматику. Попри те, що історичні праці Плінія не збереглися, передбачають, що твір «Історія після Ауфідія Басса» (A fine Aufudii Bassi) був одним з основних джерел для пізніших істориків для розповіді про події від правління Клавдія до 69 року. Робота, ймовірно, була досить повною і детальною, але без глибокого аналізу подій. Як наслідок, ця робота добре підходила для використання і переробки, і до неї зверталися Тацит, Плутарх, Діон Кассій, рідше — Светоній. Останній залишив коротку біографію Плінія у своєму творі «Про чудових людей». Тацит використовував у своїх роботах не лише «Історію після Ауфідія Басса», але й твір про германські війни — можливо, саме він був одним з джерел для відомої «Германії». Втім, ставлення Тацита до Плінія могло бути досить критичним: у другій книзі своєї «Історії» римський автор дорікає в необ'єктивності попередникам, які розповідали про події громадянської війни 69 року, а серед них, ймовірно, і Плінію.
У пізньоантичну добу та Раннє Середньовіччя римська енциклопедія не була забута, і її використовували видатні вчені того часу. Інші твори Плінія, однак, були втрачені на початку Середніх віків (див. нижче). Відомості з «Природничої історії» активно використовували ченці як джерело наукових знань, особливо з астрономії та медицини. Втім, сфера застосування праці Плінія була набагато ширшою, і його енциклопедію використовували навіть для складання проповідей і коментарів до Біблії. Ієронім Стридонський добре знав Плінія і називав його латинським Аристотелем і Теофрастом, Ісидор Севільський у своїй De rerum natura багато в чому спирається на античного природознавця, особливо при описі астрономії і метеорології. Крім того, іспанський автор використовував у своїх «Етимологіях» і саму римську енциклопедію, і її скорочення, які зробив Солін. Беда Преподобний використовував «Природничу історію» як джерело відомостей про астрономію та інші науки. Трактат Йоана Скотта Еріугени «Періфюсеон, або про поділ природи» багато в чому ґрунтувався на відомостях римської енциклопедії. Використовував Плінія і Павло Диякон. Актуальними залишалися географічні свідоцтва Плінія. Ірландський чернець Дикуїл використовував перші п'ять книг Плінія для свого твору «Про вимірювання світу» (De mensura Orbis terrae).
«Природнича історія» продовжувала залишатися одним з найважливіших джерел для енциклопедистів Високого і Пізнього Середньовіччя. Близько 1141 року в Англії Роберт із Криклейда склав «Добірку всього найкращого з Природничої історії Плінія Секунда» (Defloratio Historiae Naturalis Plinii Secundi) в 9 книгах, у яку він не включив матеріали, які вважав застарілими. Автор «Про природу речей» ("De natura rerum) Фома із Кантімпре визнавав, що зобов'язаний своїми знаннями Аристотелю, Плінію і Соліну. Активно використовував свідчення Плінія Бартоломей Англійський у своєму творі «Про властивості речей» (De proprietatibus rerum). Крім того, Іоанн Солсберійський знав «Природничу історію» і часто на неї посилався. Нарешті, популярна середньовічна енциклопедія «Велике зерцало» (Speculum naturale) Вінсента з Бове багато в чому спиралася на свідоцтва Плінія.
В епоху Відродження, попри поступову появу і поширення перекладів наукових трактатів з арабської та давньогрецької мов на латинь, «Природнича історія» залишалася дуже важливим джерелом наукових знань. Найбільш часто її використовували для складання медичних керівництв і розділів про медицину в загальних енциклопедіях. Крім того, твір Плінія став основою для формування єдиної латинської термінології в низці наук. Енциклопедію Плінія читали багато гуманістів, зокрема Петрарка, який мав рукописний примірник енциклопедії і робив на її полях свої нотатки.

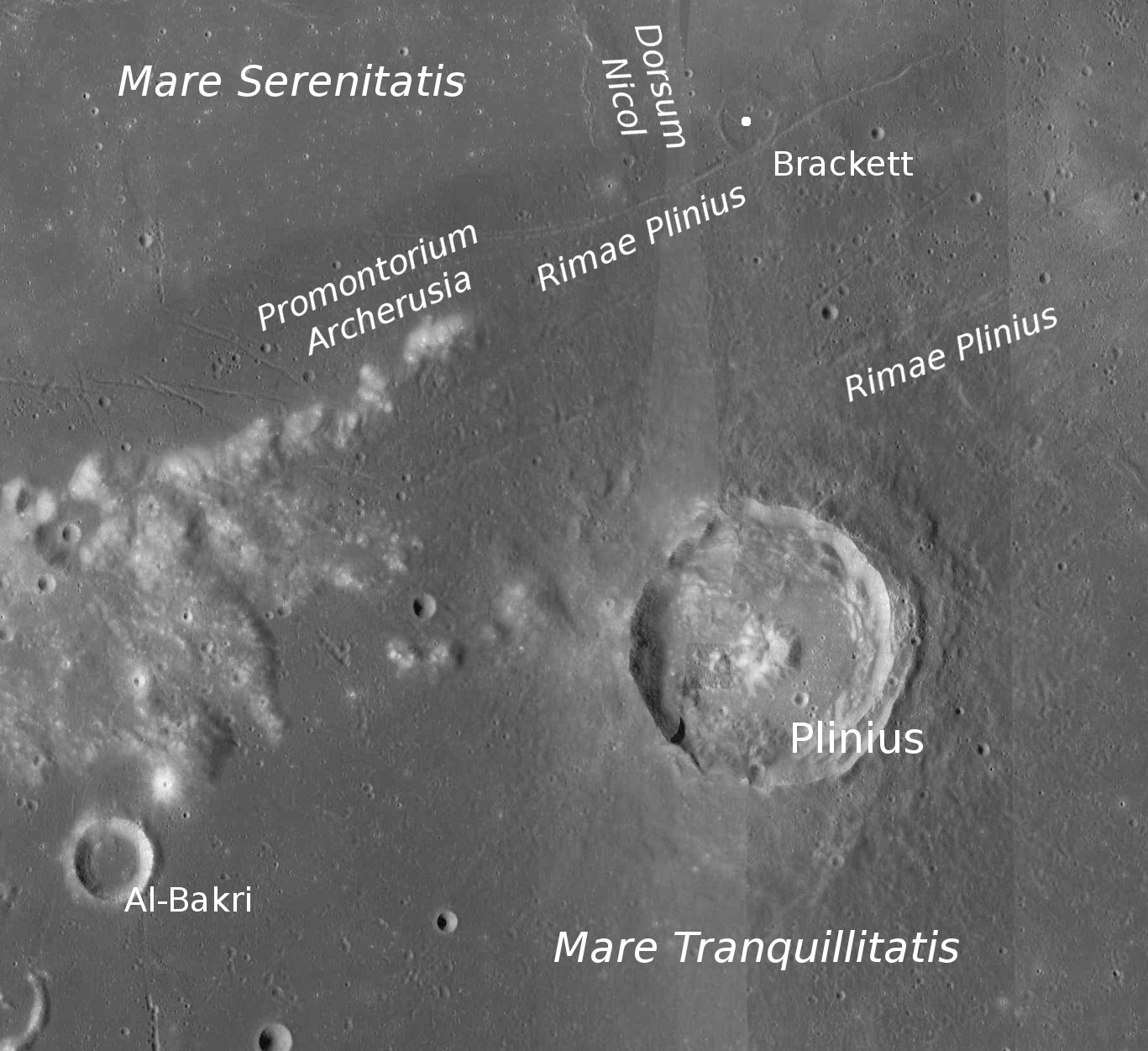
Кратер Пліній на Місяці

До винаходу друкарства твір Плінія нерідко вимушено замінювали скороченнями через дорожнечу окремої копії та надто великий обсяг тексту оригіналу. Наприкінці XV століття «Природничу історію» почали часто друкувати, чому не перешкоджав її значний обсяг (див. нижче). Це сприяло поширенню повного зводу античних знань за межі вузького кола вчених. У 1506 році за описом Плінія впізнали знайдену в Римі скульптурну групу «Лаокоон та його сини» (див. праворуч), а загалом останні книги енциклопедії вплинули на розвиток уявлень про античне мистецтво. 1501 року з'явився перший переклад енциклопедії Плінія італійською мовою, який зробив Крістофоро Ландіно, а незабаром твір переклали на французьку та англійську мови. З «Природничою історією» були знайомі, серед інших, Вільям Шекспір, Франсуа Рабле, Мішель де Монтень і Персі Біші Шеллі.
Цікаво, що в різний час читачі «Природничої історії» звертали увагу на різні деталі. Наприклад, за часів Раннього Середньовіччя до цього твору зверталися насамперед за цікавими історіями та окремими фактами. В епоху Відродження на Плінія подивились як на письменника, звертаючи уваги на його мову. «Природнича історія» частково замінила втрачені роботи античних авторів як джерело інформації, а також дуже допомагала в перекладі термінології давньогрецьких наукових трактатів на загальноприйняту в науці латинську мову. Після винаходу друкарства гостро постала проблема відновлення початкового тексту римського автора (див. нижче). Поряд з філологічною критикою дослідники почали звертати увагу на невідповідність низки повідомлюваних Плінієм фактів про природу дійсності. Через це римська енциклопедія поступово втрачала своє значення як джерело актуальних знань з природничих наук і до початку XX століття її стали сприймати як зібрання не завжди достовірних відомостей або навіть чистого вимислу. Лише до кінця XX століття визнано важливе значення «Природної історії» не тільки для історії науки, але й для вивчення всього античного світогляду.
У вулканології на честь Плінія названий специфічний тип виверження вулкана, що характеризується потужними вибуховими викидами магми і масивними опадами попелу (під час аналогічного виверження 79 року загинув автор «Природничої історії»). 1651 року Джованні Річчолі назвав на честь римського автора кратер на Місяці діаметром 41 км між морями Ясності та Спокою.

## Цитати
1. ↑  Естественная история, XVI, 2-4.
2. ↑  Светоний.
3. 1 2  Естественная история, V, 4.
4. ↑  Beagon M. Roman Nature: The Thought of Pliny the Elder [Архівовано 7 серпня 2016 у Wayback Machine.].
5. ↑  Тацит.